# Josef Folnesics
Josef Folnesics (Beč, 3. siječnja 1850. – Reichenhall, 30. kolovoza 1914.)., austrijski povjesničar umjetnosti. Otac je Hansa Folnesicsa, povjesničara umjetnosti (1886. – 1922.).
Poslije studija je predavao u gimnaziji. Bio je sudionik zaposjedanja BiH. Od 1880. u austrijskom muzeju za umjetnost i industriju. Bio je suurednik Mitteilungena i Kunst und Hunsthandwerka, te voditelj na odjelu stakla i keramike, potom kustos, savjetnik voditelja i doravnatelj. Istaknuti poznavatelj porculana.